# Pleurothallis steyermarkii
Pleurothallis steyermarkii är en orkidéart som beskrevs av Charles Schweinfurth. Pleurothallis steyermarkii ingår i släktet Pleurothallis och familjen orkidéer. Inga underarter finns listade i Catalogue of Life.